# Ratolí de mans petites
El ratolí de mans petites (Peromyscus maniculatus) és una espècie de rosegador de la família dels cricètids. Viu a tot Nord-amèrica, tret del sud-est dels Estats Units i l'extrem nord del continent. Ocupa gairebé tots els hàbitats que es troben en la seva distribució. És una espècie en risc mínim, és a dir, no sembla que hi hagi cap amenaça significativa per a la seva supervivència. El seu nom específic, maniculatus, significa ‘de mans petites’ en llatí.
És l'hoste del Sin Nombre virus, que es pot transmetre als éssers humans.